# EyeTap

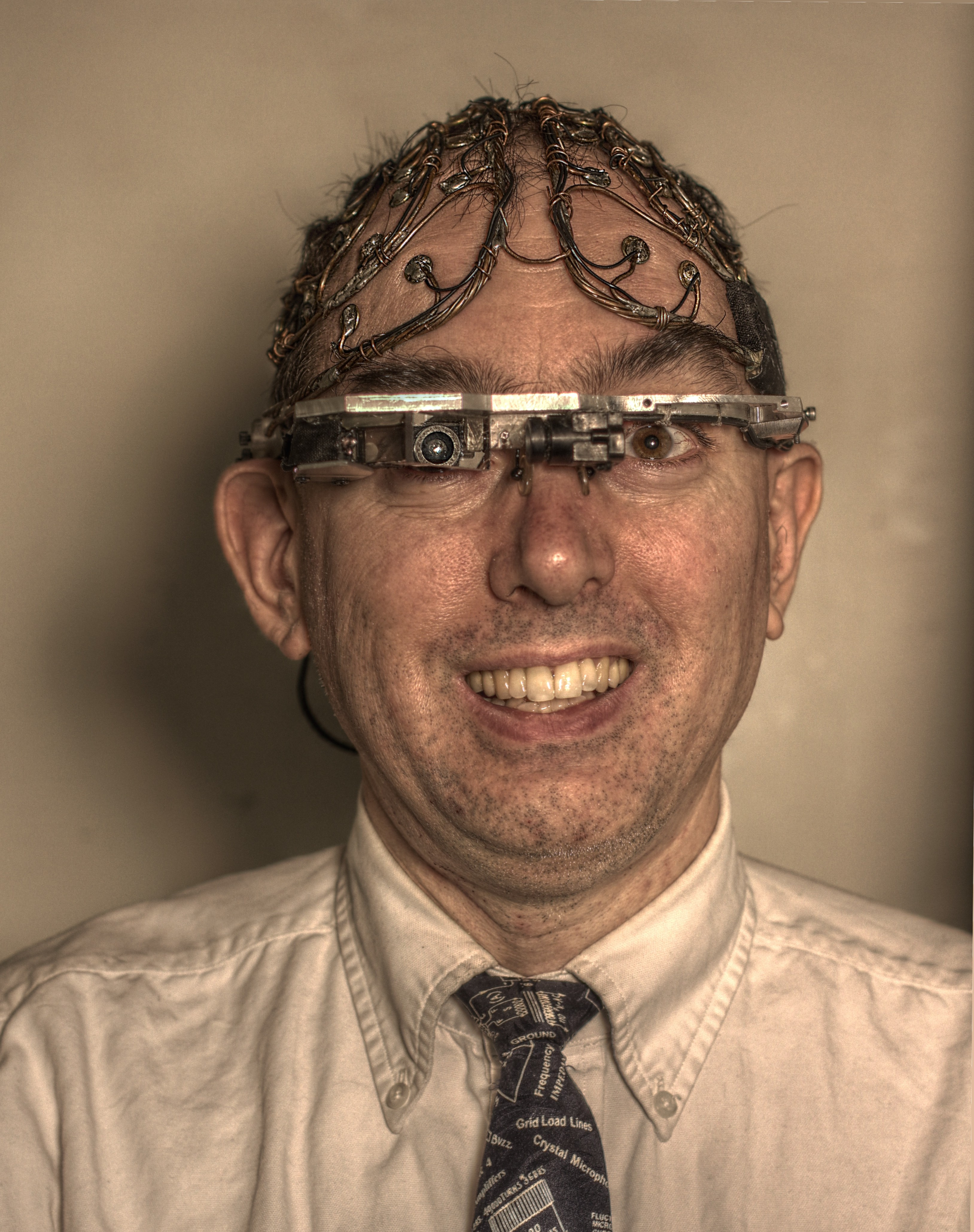
EyeTap

EyeTap — это устройство в форме очков, которое позволяет перехватывать поступающее в глаз изображение, и, обработав его через компьютер, пропускать дальше в глаз. Главные особенности EyeTap — запись видео «из глаз» и возможность наложения компьютерной графики на оригинальное изображение в режиме реального времени (см. Дополненная реальность). Технология EyeTap была разработана профессором Торонтского университета Стивом Манном (англ. Steve Mann).

## История создания
Первая версия EyeTap была создана Стивом Манном ещё в 1981 году. Она состояла из компьютера, помещенного в рюкзак и подключенного к камере, чей видоискатель, был прикручен к шлему. По мере развития портативных компьютеров, первоначальная версия EyeTap прошла через несколько модификаций, которые позволили уменьшить вес и габариты устройства.
Современный EyeTap состоит из окуляра, используемого для отображения графических данных; клавиатуры, с помощью которой пользователь может взаимодействовать с EyeTap, программируя его на выполнение необходимых задач; процессора, который можно прикрепить к большинству предметов одежды, и в некоторых случаях даже Wi-Fi устройства, чтобы пользователь мог получить доступ к Интернету и онлайн-данным.